# Jeremy Abbott
Jeremy Abbott (n. 5 iunie 1985, Aspen⁠(d), Colorado, SUA) este un patinator artistic ce a reprezentat Statele Unite ale Americii, medaliat olimpic. A participat la două ediții ale Jocurilor Olimpice (2010, 2014) în care a câștigat o medalie de bronz.